# امامزاده شاهزاده عبدالله و آمنه خاتون
امامزاده شاهزاده عبدالله و آمنه خاتون مربوط به دوره قاجار است و در اراک، محله عباس‌آباد، خیابان شهیدبهشتی واقع شده و این اثر در تاریخ ۲۶ آبان ۱۳۷۸ با شمارهٔ ثبت ۲۵۰۱ به‌عنوان یکی از آثار ملی ایران به ثبت رسیده است.